# برونز مفسفر

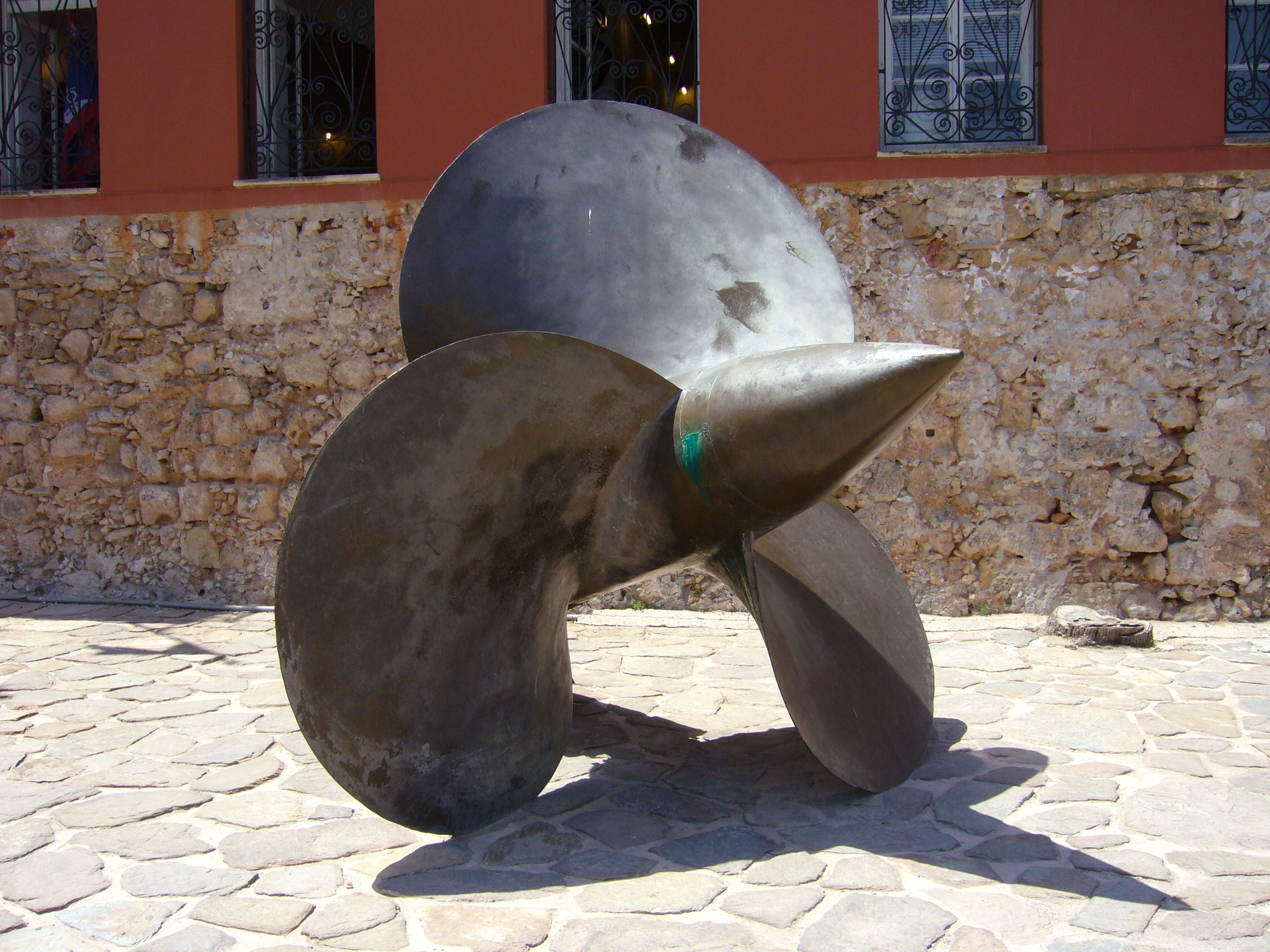
مروحة دافعة مصنوعة من البرونز الفسفوري تعود إلى إحدى السفن الحربية الأمريكية في فترة أربعينيات القرن العشرين.

البُرُنْزُ المُفَسْفَرُ أو البرونز الفُسْفُورِيُّ هي سبيكة تتألف بمعظمها من النحاس مع وجود نسبة من عنصر القصدير بنسبة تتاوح بين 0.5–11% بالإضافة إلى وجود الفسفور بنسبة تتراوح بين 0.01–0.35%. كان البلجيكي جُرج منتفيوري-ليفي  أول من اخترع هذه السبيكة.

## الخواص
تؤدي إضافة القصدير إلى رفع مقاومة التآكل وزيادة متانة السبيكة؛ في حين أن إضافة الفسفور إليها تحسن من مقاومة الاهتراء وتزيد من قساوة السبيكة.
تتسم سبيكة البرونز المفسفر بخواص ميكانيكة وفيزيائية جيدة، فهي متميزة من حيث المتانة والمقاومة الميكانيكية وانخفاض معامل الاحتكاك ونعومة حبيباتها البلورية. من الميزات التي يحسنها الفسفور عند إضافته هو التقليل من لزوجة السبيكة المنصهرة، مما يسهل صبها وقولبتها ويخفض من الحد الحُبَيبي بين الحبيبات البلورية.

## هوامش
1. ↑  Georges Montefiore-Levi